# Alexander (priimek)
Alexander je priimek več znanih tujih oseb:
- Albert Victor Alexander (1885—1965), britanski politik
- Ben Alexander (1911—1969), ameriški igralec
- Benjamin Alexander (*1983), prvi jamajški alpski smučar - olimpijec
- Bill Alexander (*1948), britanski gledališki režiser
- Cecil Frances Alexander (1818—1895), irska pesnica
- Conel Hugh O'Donel Alexander (1909—1974), irski mednarodni šahovski mojster
- Francis Alexander (1800—1880), ameriški slikar
- Franz Gabriel Alexander (1891—1964), madžarsko-ameriški psihoanalitik
- Katherine Alexander (1898—1981), ameriška igralka
- Khandi Alexander (*1957), ameriška plesalka in igralka
- Hattie Elizabeth Alexander (1901—1968), ameriška pediatrinja in mikrobiologinja
- Harold Alexander (1891—1969), britanski feldmaršal in politik
- Jason Alexander (*1959), ameriški igralec
- Jean Alexander (1926—2016), angleška igralka s pravim imenom Jean Margaret Hodgkinson
- John White Alexander (1856—1915), ameriški slikar
- Ross Alexander (1907—1937), ameriški igralec s pravim imenom Alexander Ross Smith
- Samuel Alexander (1859—1938), avstralsko-angleški filozof
- Sasha Alexander (*1973), ameriška igralka